# Алвару Пайш
Алва́ру Па́йш (порт. Álvaro Pais; ? — після 1390) — португальський державний і політичний діяч. Головний канцлер Португалії. Васал португальських королів Педру I, Фернанду I й Жуана І. Походив із дрібного шляхетного роду. Точна дата і місце народження невідомі. Син Пайю Соареша, мешканця Лісабона. У ряді старих праць помилково називається простолюдином або міщанином. Керував королівською канцелярією. Мешкав у західній частині столиці, у башті біля Фернандової стіни. Після смерті короля, що спричинила династичну кризу 1383–1385 років, допомагав авіському магістру Жуану стати новим монархом Португалії. Зокрема, був одним із натхненників Лісабонського повстання 1383 року, радив магістрові очолити рух патріотичну партію. Намовив Жуана знищити оренського графа Андейро, що стало сигналом для початку повстання. Після вбивства графа віддав наказ, аби усі церкви Лісабона сповістили про це дзвонами. Пропонував королеві-регентші Леонорі відступитися від кастильців й одружитися із Жуаном. Йому приписують відому фразу: «давай те, що не твоє; обіцяй те, що не мав; прощай ті помилки, з якими все буде добре». Одружувався двічі: із Леонорою Гералдеш та Сентілією Ештевеш, матір'ю Жуана Реграського. Похований у Кампу-де-Сан-Домінгуш. Діяння описані у хроніці Фернана Лопеша. Також — Алвару Паїш, Алвару Паеш, Алваро Паес (ст.-порт. Álvaro Paes).